# Аслан, Ана

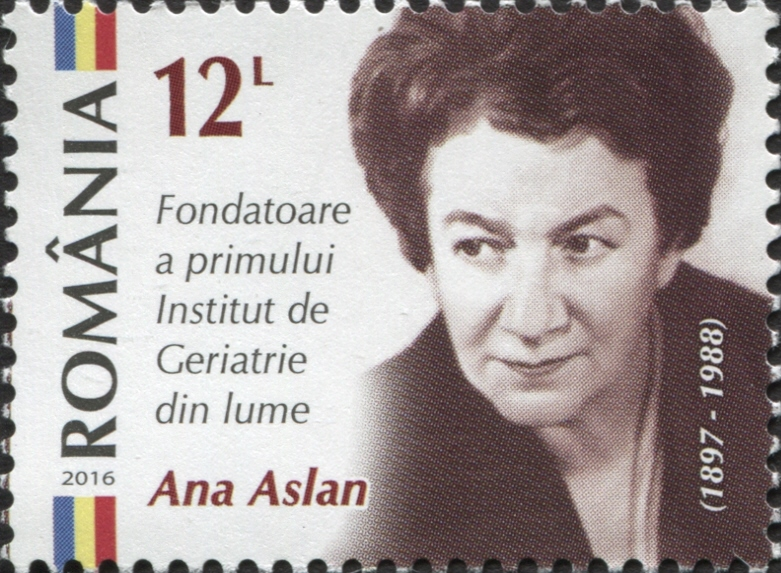
А. Аслан на почтовой марке Румынии 2016 г.

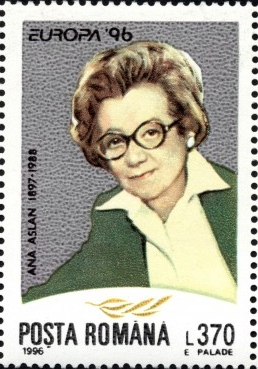
А. Аслан на почтовой марке Румынии 1996 г.

Ана Аслан (рум. Ana Aslan; 1 января 1897, Брэила, Королевство Румыния — 20 мая 1988, Бухарест) — румынский медик-геронтолог, биолог. Действительный член Румынской академии. Один из пионеров социальной медицины. Герой Социалистического Труда Румынии (1971).

## Биография
Армянского происхождения. Во время Первой мировой войны служила медицинской сестрой.
В 1915—1922 годах изучала медицину в Бухарестском университете. После окончания университета работала под руководством Д. Даниелополу, защитила докторскую диссертацию в области сердечно-сосудистой физиологии (в 1924).
Сосредоточилась на исследованиях в области физиологии и процесса старения.
В 1948—1952 руководила физиологической клиникой Бухарестского института эндокринологии. Следуя теории румынского врача, академика Пархона, считавшего, что старость — болезнь, которую можно лечить и даже предотвращать, Ана Аслан приступила к созданию препарата, предотвращающего старость и продлевающего человеческую жизнь. В 1955 году, после многолетних экспериментов с прокаином, Ана Аслан, обнаружила другие полезные эффекты этого препарата и создала на основе новокаина препарат «Геровитал H3», улучшенный и обогащенный биовеществом. Свои первые опыты она поставила на старых овцах. Животные оживились, шерсть у них стала гуще. После этого Аслан начала вводить препарат страдающим артритом пожилым людям, которые пошли на поправку — стали ходить, вновь обрели силу, гибкость и даже смогли вернуться к работе и заняться спортом. Более того, у 100-летних стариков на голове начали расти волосы. Выяснилось, что «Геровитал H3», названные ею «фонтаном молодости» может продлевать жизнь до 100 лет, лечить инвалидность, некоторые сердечные и нервные заболевания, суставные боли, паралич, диабет, вызывать улучшения памяти и общее ощущение благополучия и т. д.
«Геровитал H3» встретил сомнения со стороны других ученых, однако А. Аслан продолжила научные исследования, чтобы доказать его положительные результаты. В течение двух лет брались пробы крови у 15 000 человек, одни из которых получали «Геровитал H3» и другие — плацебо. 40 % людей, принимавших «Геровитал H3» во время эпидемии гриппа меньше болели, смертность от гриппа в группе плацебо была на уровне 13 % , в то время как у пациентов, принимавших препарат — 2,7 % . В 1976 году под её руководством, был изобретён другой препарат под названием «Аславитал», аналогичный препарату «Геровитал H3», который задерживал процесс старения кожи.
В 1951 году Ана Аслан основала в Бухаресте единственный в Европе Институт геронтологии и гериатрии. В 1959 года она возглавила Ассоциацию геронтологов Румынии. О её открытии мир узнал на проходящем осенью 1957 года конгрессе врачей в немецком городе Карлсрухе. После конгресса в Карлсрухе Аслан и созданный ею препарат получили известность во всем мире. Положительные эффекты «Геровитала H3» были признаны с научной точки зрения. Лекарство начали выпускать в виде ампул, таблеток, мазей, на всех упаковках стояла подпись Аны Аслан. Аналоги этого лекарства появились в Италии, Франции, Бельгии, Германии. Кроме «Геровитала» (Gero-H-3) Аслан создала геронтологический препарат «Аславитал» и препарат «Аславитал для детей», предназначенный для лечения детского слабоумия. Тем не менее, некоторые исследования не смогли повторить эффект антистарения. Геровитал в настоящее время запрещен в США, как «неутвёржденный новый препарат».
Кроме того ею запатентованы два косметических средства (лосьон для волос и крем Геровитал H3).
Она преподавала во многих странах, была членом многочисленных зарубежных научных обществ, написала научные труды, которые были переведены на ряд языков.
За помощью к А. Аслан обращались многие видные деятели, среди них: Шарль де Голль, Никита Хрущёв, Джон Ф. Кеннеди, Конрад Аденауэр, Чарли Чаплин, Индира Ганди, Иосиф Броз Тито, Лилиан Гиш, Элизабет Тейлор, Хо Ши Мин, Марлен Дитрих, Кирк Дуглас, Сальвадор Дали и другие.
А. Аслан была действительным членом Академии наук Нью-Йорка, членом Всемирного союза профилактической медицины и социальной гигиены, почётным членом Европейского Центра прикладных медицинских исследований, членом совета Международной ассоциации геронтологии, членом Национального общества геронтологов Чили.

## Награды
- Герой Социалистического труда Румынии (1971)[2]
- Орден Труда I степени (1981)[3]
- Орден Санитарных заслуг I степени (1970)[4]
- Офицерский крест ордена «За заслуги перед Федеративной Республикой Германия» (1971)
- Офицер ордена Академических пальм (Франция, 1974)
- Медаль и Международная премия имени Леона Бернара Всемирной Организации Здравоохранения (за вклад в развитие геронтологии и гериатрии, 1982)
- Приз Оскар «Кавалер Новой Европы» («Cavalier de la Nouvelle Europe» Prize Oscar, Италия, 1973)
- Почётный иностранный гражданин Филиппин
- Почётный профессор наук (Филиппины, 1978)
- Доктор «Honoris Causa» Богемско-Словацкого общества геронтологии (1981)
- Почётный профессор Университета Браганса-Паулиста (Бразилия)
- Почётный доктор Университета Браганса-Паулиста (Бразилия)